# Yuto Takeoka
Yuto Takeoka (武岡 優斗 Takeoka Yuto?), född 24 juni 1986 i Kyoto prefektur, är en japansk fotbollsspelare.
Takeoka började sin karriär 2009 i Sagan Tosu. 2010 flyttade han till Yokohama FC. Han spelade 95 ligamatcher för klubben. 2014 flyttade han till Kawasaki Frontale. Med Kawasaki Frontale vann han japanska ligan 2017 och 2018. Efter Kawasaki Frontale spelade han för Ventforet Kofu och Renofa Yamaguchi FC.